# John Lewis (pianiste)
Pour les articles homonymes, voir John Lewis et Lewis.
John Aaron Lewis (né le 3 mai 1920 à La Grange (Illinois), mort le 29 mars 2001 à New York) est un pianiste, arrangeur et compositeur américain de jazz, célèbre pour avoir dirigé et fondé le Modern Jazz Quartet et pour avoir introduit les règles de l'harmonie, de la fugue et du contrepoint baroques dans la musique de jazz. 

## Biographie

### Jeunesse et formation
Après le divorce de ses parents, il est élevé par sa mère qui emménage à Albuquerque (Nouveau-Mexique),  sa mère décède alors qu'il a quatre ans. Il apprend la musique classique et le piano auprès de sa tante à partir de l'âge de sept ans. Après ses études secondaires à la Albuquerque High School (en), il est admis à l'université du Nouveau Mexique, où il obtient une licence (Bachelor of Arts) en musique et anthropologie en 1942
Il sert dans l'armée de terre des États-Unis durant la Seconde Guerre mondiale et y rencontre Kenny Clarke. Avant de rejoindre l'armée, Lewis rencontre le saxophoniste ténor Lester Young et le compositeur, chef d'orchestre et pianiste Duke Ellington. Lester Young lui montre comment l'improvisation peut avoir toutes les caractéristiques d'une grande composition, et Ellington que l'on peut écrire de la musique sans sacrifier sa spontanéité. 

### Carrière
Après la guerre, il s'installe à New York et rejoint l'orchestre de Dizzy Gillespie où il succède à Thelonious Monk au piano et  compose pour Dizzy une toccata pour trompette créée au Carnegie Hall en 1947. 
Il joue également et enregistre avec Charlie Parker, Illinois Jacquet, Lester Young et pour le nonet de Miles Davis (Birth of the Cool).
Parallèlement il entre à la Manhattan School of Music où il apprend les règles du contrepoint, et obtient un Master of Fine Arts (mastère en matière artistique) en 1953.
En 1951, Lewis, Milt Jackson, Clarke, et Ray Brown forment le Milt Jackson Quartet. Percy Heath remplace Brown à la basse, Connie Kay remplace quant à lui Kenny Clarke à la batterie et le groupe devient le Modern Jazz Quartet en 1952. Lewis en est le directeur musical et le pianiste jusqu'à ce que le groupe se sépare en 1974, puis lorsqu'il se reforme en 1981.
En  1955, avec Gunther Schuller, il  fonde la Modern Jazz Society qui est peu de temps après, la Jazz and Classical Music Society, dont la mission est de faire la promotion de la musique de concert contemporaine et du jazz,. Le mouvement musical dit du Third Stream en est issu.
Pendant ce temps, John Lewis poursuit une carrière solo, en réinterprétant notamment Le Clavier Bien Tempéré de Jean-Sébastien Bach,.
Il est également professeur de piano et compositeur de musiques de films (Sait-on jamais..., 1957 ; Odds against Tomorrow, 1959 ; Une histoire milanaise, 1962).
Il décède à New York à l'âge de 80 ans, après une longue lutte contre un cancer de la prostate.

## Compositions
- Afternoon in Paris
- Alexander's Fugue
- Animal Dance
- Baden Baden
- Beach Head
- Belkis
- Class of '99
- A Cold Wind is Blowing
- A Day in Dubrovnik[20]
- Le Cannet
- The Comedy
- Concorde
- Cortège
- Cue No.9
- Da Capo
- A Death in the Family
- Delaunay's Dilemma[21]
- Django[22]
- Élysée (alias Champs Élysées)
- England's Carol
- Exposure
- Fanfare
- Festival Sketch
- The Flip-Side of Satan (cocompositeur Gil Mellé)
- Fontessa
- Fugato
- A Fugue for Music Inn
- Games
- Gemini
- The Golden Striker
- In Memoriam
- The Jasmin Tree
- Jazz Ostinato
- Lamb, Leopard
- Lionhead
- Little David's Fugue
- The Merciful
- Midnight in Paris
- Midsummer
- Milano
- Milestones (old) enregistré avec le Miles Davis All Stars band
- Minor Walk
- Mirjana of my Heart
- A Morning in Paris
- New York 19
- Nina
- No Happiness for Slater
- Odds against Tomorrow
- One Never Knows
- P.O.V. (alias Point of View)
- Period Suite
- The Queens Fancy
- La Ronde
- The Rose Truc
- Rouge
- S'il vous plait
- Saint-Germain des Prés
- Since Aunt Ada Came to Stay
- Skating in Central Park
- Sketch
- Sketch 1
- Social Call
- Sun Dance
- Three Little Feelings
- Three Windows (alias Triple Fugue)
- Toccata
- Trieste
- Two Bass Hit
- Two Degrees East, Three Degrees West
- Variation No.1 on "God Rest Ye Merry Gentlemen"
- Vendome
- Venice
- Versailles
- Witches' Feast
- With Apologies to M. Hyde (cocompositeur Oliver Nelson)

Afernoon in Paris, Two Bass Hit, Django, Milano et Skating in Central Park sont devenus des standards de jazz.

## Discographie

### En tant que leader ou co-leader
- Grand Encounter (Pacific Jazz, 1956) - avec Bill Perkins, Jim Hall, Percy Heath & Chico Hamilton
- Afternoon in Paris (Atlantic, 1957) - avec Sacha Distel
- The John Lewis Piano (Atlantic, 1957)
- European Windows (RCA-Victor, 1958)
- Improvised Meditations and Excursions (Atlantic, 1959)
- Odds Against Tomorrow (United Artists, 1959)
- The Golden Striker (Atlantic, 1960)
- The Wonderful World of Jazz (Atlantic, 1960)
- Jazz Abstractions (Atlantic, 1960) - avec Gunther Schuller et Jim Hall
- Original Sin (en) (Atlantic, 1961)
- A Milanese Story (Soundtrack) (Atlantic, 1962)
- European Encounter (en) (Atlantic, 1962) - avec Svend Asmussen
- Essence (en) (Atlantic, 1962) - musique composée et arrangée par Gary McFarland
- Animal Dance (en) (Atlantic, 1964) - avec Albert Mangelsdorff
- P.O.V. (Columbia, 1975)
- Statements and Sketches for Development (CBS, 1976)
- Sensitive Scenery (Columbia, 1977)
- Helen Merrill/John Lewis (Mercury, 1977) avec Helen Merrill
- Mirjana (Ahead, 1978) featuring Christian Escoudé
- An Evening with Two Grand Pianos (Little David, 1979) avec Hank Jones
- Piano Play House (Toshiba, 1979) avec Hank Jones
- Duo (Eastword, 1981) avec Lew Tabackin
- Kansas City Breaks (Finesse, 1982)
- Slavic Smile (Baystate, 1982) avec the New Jazz Quartet
- Preludes and Fugues from the Well-tempered Clavier Book 1 (1984, Philips)
- The Bridge Game (1984, Philips)
- The Chess Game Volume 1 (1990, Polygram Records)
- The Chess Game Volume 2 (1990, Polygram Records)
- Private Concert (1991, Emaecy)
- Evolution (Atlantic, 1999)
- Evolution II (Atlantic, 2000)

En tant que leader de l'Orchestra U.S.A. (avec Gunther Schuller et Harold Farberman)
- Orchestra U.S.A. (1963, Colpix 448), inclus Three Little Feelings

Avec the Modern Jazz Quartet
- Vendome (1952, Prestige 851)
- Modern Jazz Quartet, II (1954–5, Prestige 170) incl. Django (1954)
- Concorde (1955, Prestige 7005)
- Fontessa (1956, Atlantic 1231) inclus Versailles
- The Modern Jazz Quartet Plays No Sun in Venice (Atlantic, 1957)
- The Modern Jazz Quartet (Atlantic, 1957)
- Third Stream Music (1957, 1959–60, Atlantic. 1345) inclus Sketch for Double String Quartet (1959)
- The Modern Jazz Quartet and the Oscar Peterson Trio at the Opera House (Verve, 1957)
- The Modern Jazz Quartet at Music Inn Volume 2 (Atlantic, 1958)
- Music from Odds Against Tomorrow (United Artists, 1959)
- Pyramid (Atlantic, 1960)
- European Concert (Atlantic, 1960 [1962])
- Dedicated to Connie (Atlantic, 1960 [1995])
- The Modern Jazz Quartet & Orchestra (Atlantic, 1960)
- The Comedy (1962, Atlantic 1390)
- Lonely Woman (Atlantic, 1962)
- A Quartet is a Quartet is a Quartet (1963, Atlantic 1420)
- Collaboration (Atlantic, 1964) – avec Laurindo Almeida
- The Modern Jazz Quartet Plays George Gershwin's Porgy and Bess (Atlantic, 1964–65)
- Jazz Dialogue (Atlantic, 1965) avec the All-Star Jazz Band
- Concert in Japan '66 (Atlantic [Japan], 1966)
- Blues at Carnegie Hall (Atlantic, 1966)
- Place Vendôme (Philips, 1966) – avec The Swingle Singers
- Under the Jasmin Tree (Apple, 1968)
- Space (Apple, 1969)
- Plastic Dreams (Atlantic, 1971)
- The Legendary Profile (Atlantic, 1974)
- In Memoriam (Little David, 1973)
- Blues on Bach (Atlantic, 1973)
- The Last Concert (Atlantic, 1974)
- Reunion at Budokan 1981 (Pablo, 1981)
- Together Again: Live at the Montreux Jazz Festival '82 (Pablo, 1982)
- Echoes (Pablo, 1984)
- Topsy: This One's for Basie (Pablo, 1985)
- Three Windows (Atlantic, 1987)
- For Ellington (East West, 1988)
- MJQ & Friends: A 40th Anniversary Celebration (Atlantic, 1992–93)

### En tant que sideman
Avec Charlie Parker
- The Genius of Charlie Parker (1945–8, Savoy 12009)
- Parker's Mood (1948)
- Charlie Parker (1951–3, Clef 287)
- Blues for Alice (1951)

Avec le Miles Davis Nonet
- The Complete Birth of the Cool (1948–50, Capitol Jazz)

Avec Clifford Brown
- Memorial Album (Blue Note, 1953)

Avec Ruth Brown
- Ruth Brown (Atlantic, 1957)

Avec Dizzy Gillespie
- The Complete RCA Victor Recordings (Bluebird, 1937-1949, [1995])
- The Bop Session (Sonet, 1975) avec Sonny Stitt, Percy Heath et Max Roach

Avec Milt Jackson
- Ballads & Blues (Atlantic, 1956)

Avec Sonny Stitt
- Sonny Stitt/Bud Powell/J. J. Johnson (Prestige, 1949 [1956]) – avec J. J. Johnson

Barney Wilen
- Jazz Sur Seine (Philips, 1958 [2000])

Contributions
- Bill Evans: A Tribute (Palo Alto, 1982) – joue I'll Remember April'
- The Jazztet and John Lewis (Argo, 1961) – en tant que compositeur et arrangeur